# Aeroporto Internazionale di Mactan-Cebu
L'aeroporto internazionale di Mactan-Cebu (tagalog: Paliparang Pandaigdig ng Mactan-Cebu; cebuano: Tugpahanang Pangkalibotanon sa Mactan-Sugbo) è un aeroporto civile e militare delle Filippine situato nel territorio della città di Lapu-Lapu sull'isola costiera di Mactan, nella provincia di Cebu; dista circa 20 chilometri da Cebu nella regione del Visayas Centrale. È dotato di una pista lunga 3 300 metri e larga 45 ed è operativo 24 ore al giorno.
Presso la struttura è ospitata la base dell'Aeronautica Militare delle Filippine Mactan-Benito Ebuen, utilizzata esclusivamente per i trasporti militari operati con gli Hercules, i Nomad e i Fokker dell'Aeronautica.
L'aeroporto fu costruito a metà degli anni sessanta in sostituzione del vecchio impianto di Lahug che, essendo all'interno della città di Cebu, dovette essere abbandonato a causa dell'aumento del traffico aereo.
Attualmente l'aeroporto di Lapu-Lapu Mactan occupa una superficie di 797 ettari, impiega quasi settecento addetti e opera 850 voli commerciali settimanali, movimentando poco più di 13 000 passeggeri al giorno. Il traffico è oggi mediamente di 192 fra decolli e atterraggi quotidiani e riguarda per due terzi voli commerciali e per un terzo voli militari e altre attività.
Nel corso degli ultimi quindici anni l'aeroporto di Lapu-Lapu Mactan ha visto un incremento medio annuo dei voli internazionali nell'ordine del 19% e per i voli nazionali del 6%: sono sedici le compagnie aeree commerciali che utilizzano la struttura e due le compagnie cargo.